# 1925年逝世人物列表

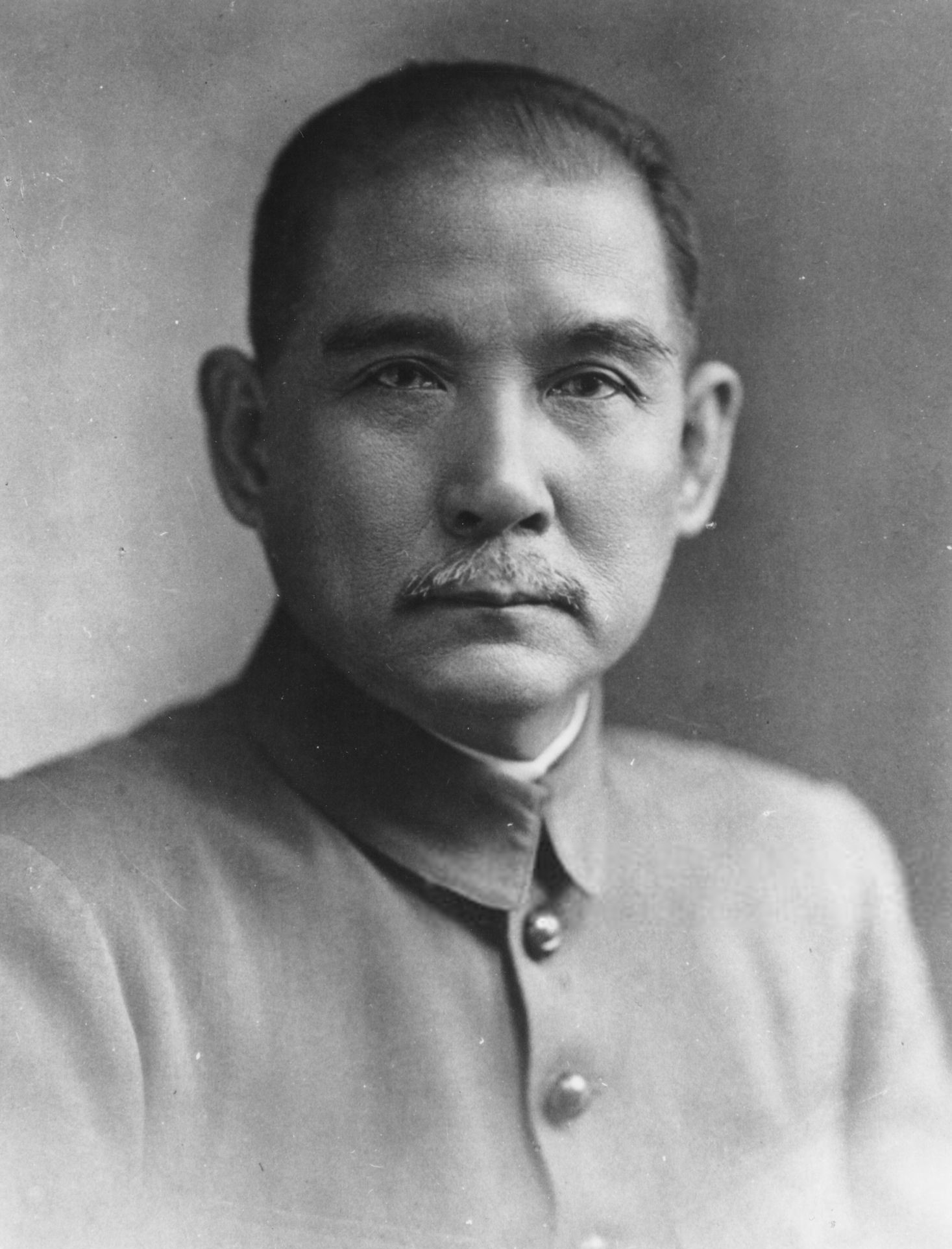
中華民國國父孙中山

1925年逝世人物列表：1月 - 2月 - 3月 - 4月 - 5月 - 6月 - 7月 - 8月 - 9月 - 10月 - 11月 - 12月
下面是1925年逝世的知名人士列表。

## 1月

### 5日
- 叶夫根尼娅·博施，烏克蘭政治家[1]

### 6日
- 拉斐拉·波拉斯·艾隆，西班牙羅馬天主教宗教人士和聖人

### 8日
- 喬治·貝洛斯，美國藝術家

### 14日
- 卡米爾·德科佩特，瑞士聯邦委員

### 16日
- 亞歷克塞·庫羅帕特金，俄羅斯將軍和俄羅斯帝國戰爭部長

### 18日
- 查理斯·蘭雷紮克，法國將軍
- J.M.E.麥克塔格特，英國哲學家[2]

### 22日
- 范妮·布洛克·沃克曼，美國地理學家、作家和登山家[3]

### 25日
- 亞歷山大·考巴爾斯，俄羅斯將軍和探險家

### 26日
- 詹姆斯·麦肯齐，蘇格蘭心臟病專家

## 2月

### 2日
- 亞普伊甸，荷蘭速度滑冰運動員

### 3日
- 奧利弗·黑維塞，英國數學家

### 4日
- 罗伯特·科尔德威，德國建築師和考古學家

### 11日
- 阿裡斯蒂德·布魯恩特，法國歌手和夜總會老闆

### 13日
- 弗洛德·柯林斯，美國洞穴探險家

### 14日
- 劉赤忱，24歲，中日抗戰時任黃埔軍校校軍見習官。

### 17日
- 伊格納西奧·安德拉德，委內瑞拉軍人和政治家，委內瑞拉第23任總統

### 18日
- 詹姆斯·萊恩·艾倫，美國作家

### 21日
- 費爾南多·德·盧西亞，義大利男高音

### 23日
- 撒母耳·伯傑，美國奧運拳擊手
- 詹姆斯·H·威爾遜，美國聯邦陸軍少將

### 24日
- 卡尔·亚尔马·布兰廷，瑞典第19任首相、諾貝爾和平獎獲得者

### 25日
- 路易士·費亞德，法國無聲電影導演

### 28日
- 弗里德里希·艾伯特，德國第一任總統（1919-1945）

## 3月

### 日期不詳
- 張烈，24歲，中日抗戰時任黃埔軍校校軍中士。

### 1日
- 荷馬·普萊西，美國政治活動家

### 2日
- 威廉·A·克拉克，美國企業家和政治家
- 路易吉·古拉庫奇，阿爾巴尼亞作家和政治家

### 4日
- 莫里茨·莫什科夫斯基，波蘭作曲家
- 詹姆斯·沃德，英國哲學家和心理學家
- 約翰·蒙哥馬利·瓦德，美國棒球運動員和 MLB 名人堂成員

### 7日
- 格奥尔基·叶夫根耶维奇·李沃夫，俄羅斯總理

### 8日
- 曼努埃爾·米格斯·岡薩雷斯，西班牙羅馬天主教神父和祝福
- 朱麗葉·維茨曼，比利時畫家

### 10日
- 迈尔·普林斯坦，波蘭裔美國田徑運動員

### 12日
- 孫中山，中國政治人物及革命家，中國國民黨總理，中華民國臨時大總統，三民主義思想的締造者，病逝後被尊為中華民國國父

### 13日
- 于洛東，22歲，中日抗戰時任黃埔軍校教導第一團排長。
- 露西爾·里克森，美國無聲電影女演員

### 14日
- 沃尔特·坎普，美式橄欖球教練[4]

### 19日
- 纳里曼·纳里曼诺夫，亞塞拜然政治家

### 20日
- 第一代凱德爾斯頓的寇松侯爵喬治·寇松，印度總督

### 28日
- 第一代羅林森男爵亨利·羅林森，英國將軍

### 30日
- 鲁道夫·施泰纳，奧地利哲學家

## 4月

### 7日
- 吉洪，俄羅斯東正教宗主教

### 13日
- 埃爾伍德·海恩斯，美國發明家

### 14日
- 约翰·辛格·萨金特，美國藝術家

### 15日
- 奧古斯特·恩德爾，德國建築師
- 弗里茨·哈爾曼，德國連環殺手（被處決）

### 16日
- 金特·維克多，德國王子

### 17日
- 黃飛鴻，中國治療師和革命家

### 19日
- 約翰·沃爾特·史密斯，美國政治家

### 20日
- 赫伯特·勞福德，英國網球運動員

### 22日
- 安德烈·卡普莱，法國作曲家和指揮家

## 5月

### 2日
- 約翰·帕利扎，奧地利天文學家
- 安通·布蘭科·西米奇，克羅埃西亞詩人

### 3日
- 克萊門特·阿德爾，法國陸軍上尉和航空先驅

### 4日
- 乔凡尼·巴蒂斯塔·格拉西，義大利醫生和動物學家

### 5日
- 凱薩琳·范·圖森布魯克，荷蘭醫生

### 7日
- 威廉·海斯科斯·利華，英國實業家、慈善家和政治家
- 多維頓·斯特迪，英國海軍上將[5]

### 10日
- 亞歷山德魯·馬吉羅曼，羅馬尼亞第25任總理
- 威廉·弗格森·梅西，紐西蘭第19任總理

### 12日
- 艾米·洛威尔，美國詩人[6]
- 查理斯·曼金，法國將軍

### 13日
- 阿尔弗雷德·米尔纳，英國政治家和殖民地行政長官[7]

### 14日
- H·萊德·哈格德，英國作家[8]

### 15日
- 納爾遜·邁爾斯，美國將軍

### 20日
- 拉蒙·奧尼翁·比利亞隆，西班牙海軍上將和政治家
- 埃利亞斯·阿蒙斯，科羅拉多州州長
- 約瑟夫·霍華德，馬爾他第一任總理

### 21日
- 上野英三郎，日本農業科學家和八公的守護者

### 22日
- 第一代伊普爾伯爵約翰·弗倫奇，英國第一次世界大戰陸軍元帥

### 25日
- 卡爾·亞伯拉罕，德國精神分析學家

### 28日
- 若昂·皮涅羅·查加斯，葡萄牙總理

### 29日
- 珀西·福塞特，英國探險家、人類學家和考古學家（失蹤）

### 31日
- 約翰·帕爾姆，古拉梳島出生的作曲家

## 6月

### 1日
- 呂西安·吉特裡，法國演員
- 湯瑪斯·馬歇爾，美國第28任副總統

### 2日
- 詹姆斯·埃爾斯沃思，美國礦主和銀行家

### 3日
- 卡米耶·弗拉马里翁，法國天文學家

### 9日
- 第一代麥克唐納男爵安東尼·麥克唐納，愛爾蘭公務員

### 12日
- 瑪麗·科爾·沃林，美國愛國者，講師

### 16日
- 埃米特·哈迪，美國爵士短號演奏家

### 17日
- 阿道夫·皮拉爾·馮·皮爾紹，波羅的海德國政治家、波羅的海聯合公國攝政王和男爵

### 18日
- 罗伯特·拉福莱特，美國政治家

### 20日
- 約瑟夫·布羅伊爾，奧地利神經學家

### 22日
- 费利克斯·克莱因，德國數學家

### 28日
- 喬治娜·費佈雷斯-科爾德羅，委內瑞拉修女

### 29日
- 克利斯蒂安·蜜雪兒森，挪威政治家和挪威第一任首相

## 7月

### 1日
- 埃里克·薩蒂，法國作曲家

### 2日
- 尼古拉·戈利岑，俄羅斯帝國最後一任總理（被處決）

### 4日
- 皮埃爾·喬治·弗拉薩蒂，義大利羅馬天主教社會活動家和祝福者

### 7日
- 克拉倫斯·哈德森·懷特，美國攝影師

### 14日
- 潘喬·維拉，菲律賓世界拳擊冠軍

### 17日
- 洛維斯·科林斯，德國畫家

### 19日
- 弗朗西斯科·何塞·費爾南德斯·科斯塔，葡萄牙律師和政治家

### 26日
- 安東尼奧·阿斯卡里，義大利賽車手
- 威廉·詹宁斯·布莱恩，美國律師和政治家
- 戈特洛布·弗雷格，德國數學家和哲學家

## 8月

### 4日
- 查理斯·W·克拉克，美國男中音[9]

### 5日
- 珍妮·李，美國女演員

### 6日
- 格雷戈里奥·里奇-库尔巴斯托罗，義大利數學家

### 12日
- 塞韋羅·費爾南德斯，玻利維亞第24任總統

### 15日
- 康拉德·馬吉，愛沙尼亞風景畫家

### 17日
- 伊萬·斯拉維奇，羅馬尼亞作家

### 20日
- 廖仲愷，中國政治人物

### 25日
- 康拉德·馮·赫岑多夫，奧地利陸軍元帥

## 9月

### 7日
- 勒内·维维亚尼，法國第81任總理

### 16日
- 亞歷山大·弗里德曼，苏联数学家、宇宙学家

### 17日
- 卡爾·艾特爾，德裔美國藝術家，在加利福尼亞州棕櫚泉工作

### 18日
- 由比光衛，日本將軍

### 29日
- 萊昂·布爾喬亞，法國政治家，諾貝爾和平獎獲得者

## 10月

### 5日
- 安娜·舍弗，德國羅馬天主教神秘主義者、恥辱主義者和聖人

### 7日
- 克裡斯蒂·馬修森，美國棒球運動員和 MLB 名人堂成員

### 10日
- 詹姆斯·布加南·杜克，美國煙草和電力實業家

### 14日
- 尤金·山道，德國出生的健美運動員、體育文化家

### 15日
- 多洛雷斯·希門尼斯·穆羅，墨西哥革命家和教育家

### 20日
- 汉口的约拿，俄羅斯東正教神父和聖人

### 31日
- 喬治·安德森，丹麥罪犯
- 米哈伊尔·伏龙芝，俄羅斯布爾什維克領袖
- 何塞·英格尼羅斯，阿根廷醫生、社會學家和哲學家
- 馬克斯·林德，法國無聲電影演員

## 11月

### 1日
- 萊斯特·庫尼奧，美國演員[10]
- 馬克斯·林德，法國演員[11]

### 5日
- 西德尼·乔治·赖利，俄羅斯間諜（被處決）

### 6日
- 啟定帝，越南皇帝

### 12日
- 罗伯特·雷恩，美國網球運動員

### 20日
- 丹麥的亞歷山德拉，英國愛德華七世的配偶[12]
- 克拉拉·莫裡斯，美國舞臺女演員

### 24日
- 瑪格麗特·辛克萊，英國修女和受人尊敬的修女

### 26日
- 瓦栖拉兀，暹羅國王

## 12月

### 5日
- 威廉明娜·德魯克，荷蘭政治家和作家
- 瓦迪斯瓦夫·雷蒙特，波蘭作家，諾貝爾獎獲得者

### 6日
- 拉塞尔·赫尔曼·康维尔，美国作家和律师，曾任天普大学首任校长

### 8日
- 瑪格麗特·馬什，美國女演員

### 9日
- 巴勃羅·伊格萊西亞斯·波塞，西班牙社會主義工人黨聯合創始人

### 13日
- 安東尼奧·莫拉，西班牙保守派政治家，5次西班牙首相

### 15日
- 巴特林·西基，塞內加爾拳擊手

### 18日
- 哈莫·索尼克羅夫特，英國雕塑家

### 19日
- 何塞·伊格納西奧·昆通，波多黎各作曲家和鋼琴家

### 21日
- 洛蒂·萊爾，澳大利亞女性先鋒電影導演和製片人
- 儒勒·梅林，法國政治家，法國第50任總理

### 22日
- 愛麗絲·海涅，摩納哥阿爾貝一世的配偶
- 瑪麗·瑟曼，美國女演員

### 25日
- 卡尔·亚伯拉罕松，德國精神分析學家
- 埃斯特·雷切爾·卡明斯卡，波蘭女演員，“意第緒語劇院之母”

### 27日
- 瑪麗-路易絲·雅伊，法國女商人

### 28日
- 谢尔盖·亚历山德罗维奇·叶赛宁，俄羅斯抒情詩人
- 雷蒙德·羅傑斯，美國海軍上將

### 29日
- 费利克斯·瓦洛东，瑞士畫家

### 31日
- J·戈登·愛德華茲，加拿大電影導演